# Rdeči potok
Rdeči potok je hudourniški potok, ki izvira na vzhodnem pobočju gore Oltar (2621 m) in izliva v potok Bistrica. Ta se po približno desetih kilometrih toka kot desni pritok izliva v Savo Dolinko.